# Macclenny
Macclenny és una població dels Estats Units, seu del comtat de Baker, a l'estat de Florida. Segons el cens del 2000 tenia 4.459 habitants.

## Demografia
Segons el cens del 2000, Macclenny tenia 4.459 habitants, 1.548 habitatges, i 1.140 famílies. La densitat de població era de 523,3 habitants/km².
Dels 1.548 habitatges en un 38,4% hi vivien nens de menys de 18 anys, en un 49,5% hi vivien parelles casades, en un 20,5% dones solteres, i en un 26,3% no eren unitats familiars. En el 23% dels habitatges hi vivien persones soles el 10,7% de les quals corresponia a persones de 65 anys o més que vivien soles. El nombre mitjà de persones vivint en cada habitatge era de 2,7 i el nombre mitjà de persones que vivien en cada família era de 3,17.
Per edats la població es repartia de la següent manera: un 28,9% tenia menys de 18 anys, un 12,4% entre 18 i 24, un 25,5% entre 25 i 44, un 18,8% de 45 a 60 i un 14,4% 65 anys o més.
L'edat mediana era de 32 anys. Per cada 100 dones de 18 o més anys hi havia 85,2 homes.
La renda mediana per habitatge era de 31.895 $ i la renda mediana per família de 37.091 $. Els homes tenien una renda mediana de 26.775 $ mentre que les dones 19.573 $. La renda per capita de la població era de 14.909 $. Entorn del 17,1% de les famílies i el 20,9% de la població estaven per davall del llindar de pobresa.

## Poblacions més properes
El següent diagrama mostra les poblacions més properes.